# Eddie Barker
Eddie Barker (* 22. Dezember 1973) ist ein ehemaliger englischer Snookerspieler, der zwischen 1994 und 2002 insgesamt sechs Saisons Profispieler war.

## Karriere
1993 erreichte Barker das Finale der English Amateur Championship, verlor aber gegen Neil Mosley. Bei der anschließenden Amateurweltmeisterschaft schied er knapp in der Gruppenphase aus. 1994 wurde er Profispieler, schied aber stets in der Qualifikation der Turniere aus. So kam er bis 1997 nicht über Rang 238 hinaus. Danach wurde die Profitour aufgeteilt; die eigentliche Profitour wurde auf einige Dutzend Spieler begrenzt, alle anderen mussten entweder ihre Karriere beenden oder auf die zweitrangige UK Tour (später Challenge Tour) ausweichen. Barker wechselte in den folgenden Jahren mehrfach zwischen den beiden Touren hin und her. Insgesamt drei Saisons verbrachte er noch auf der richtigen Profitour, ohne aber nennenswerte Erfolge erzielen zu können. 2002 verließ er die Profitour endgültig, auch wenn er mit Rang 123 erstmals in den Top 128 gelistet worden war. Zwar spielte er noch zwei Jahre auf der Challenge Tour, mangels Erfolgen beendete er aber dann seine Karriere.

## Erfolge
| Ausgang         | Jahr | Turnier                              | Finalgegner  | Ergebnis |
| --------------- | ---- | ------------------------------------ | ------------ | -------- |
| Amateurturniere |      |                                      |              |          |
| Sieger          | 1993 | English Amateur Championship – South | Gary Ponting | 5:1      |
| Zweiter         | 1993 | English Amateur Championship         | Neil Mosley  | 5:8      |